# Criptohalite
La criptohalite è un minerale.